# Synagoga ve Vlachově Březí
Synagoga stojí ve městě Vlachovo Březí v okrese Prachatice jako čp. 6 v Husově, dříve Husinecké ulici v sousedství bývalého Schmiedova pivovaru. Postavena byla jako roubená přízemní budova na konci 18. století, roku 1924 prodána soukromému majiteli a později adaptována na obytný domek.
K bohoslužbám sloužila až do počátku 20. let 20. století a byla poslední roubenou židovskou svatyní v českých zemích.